# Josip Tomin
Josip Tomin (Jezera, 11. ožujka 1932. – Pobri, Matulji, 8. rujna 2005.) bio je hrvatski pjesnik, publicist, humanist, zdravstveni djelatnik i prosvjetitelj, komičar

## Životopis
U Zagrebu završava srednju školu 1960. godine, te višu za zdravstvene tehničare. Fakultet industrijske pedagogije kasnije završava u Rijeci. Prvo zapošljavanje 1953. godine radi u Crvenom križu na poslovima transfuzije krvi. Zatim odlazi na rad u Dom narodnog zdravlja te radi do 1974. godine. Uređuje je časopis Narodni zdravstveni list 14 godina. Radi kao tajnik Crvenog križa Rijeka. Odlazi u mirovinu 1992. godine, kao član Hrvatskog saveza za sportski ribolov.
Umirovljeničke dane provodi u Pobrima iznad Opatije, iako je emotivno vezan za rodni zavičaj, Murter i Jezera, ( dalmacija ).  Piše i objavljuje zbirke pjesničke. Sudjeluje na radiju i mnogim časopisima, također u   Antologiji hrvatskih pjesama o moru. Stotinjak mu je pjesama uglazbljeno u Antologiji čakavskog pjesništva 20. stoljeća, naročito za dječje zabave i klapsku pismu.   Niz godina provodi u časopisu More čiji je i urednik, te se bavi fotografijom pola stoljeća. Dobitnik je nagrade za životno djelo Općine Tisno 2004. godine, ko i niz drugih nagrada i priznanja.  Umro je i pokopan u Pobrima (Matulji)  8. rujna 2005.

## Pjesme
- "Mare nostrum" (1971
- Odjeci mora (1968.)
- Komu krivo - komu pravo (1971.)
- More u srcu(1996.)
- Na moru i kamenu (2000.)
- Dobro more, dide (2003.).
- Mi s Jadrana (1976.)[5]